# Vessø
Vessø är en sjö på Jylland i Danmark.   Den ligger i Skanderborgs kommun i Region Mittjylland,  180 km väster om Köpenhamn. Vessø ligger 22 meter över havet.   Arean är 0,58 kvadratkilometer. 